# Округ Берген (Њу Џерзи)
Берген (енгл. Bergen County) је округ у америчкој савезној држави Њу Џерзи.

## Демографија
По попису из 2010. године број становника је 905.116, што је 20.998 (2,4%) становника више него 2000. године.
| Група             | 2000.           | 2010.           |
| Белци             | 638.953 (72,3%) | 566.053 (62,5%) |
| Афроамериканци    | 46.568 (5,3%)   | 52.473 (5,8%)   |
| Азијати           | 94.324 (10,7%)  | 131.329 (14,5%) |
| Хиспаноамериканци | 91.377 (10,3%)  | 145.281 (16,1%) |
| Укупно            | 884.118         | 905.116         |